# イタリア国立映画実験センター
イタリア国立映画実験センター（イタリア語: Centro Sperimentale di Cinematografia）は、イタリアの国立による映画学校である。1935年に設立された世界最古の映画学校で、現在は、イタリア国立映画学校、イタリア国立チネテカがそれを構成する。

## 略歴・概要

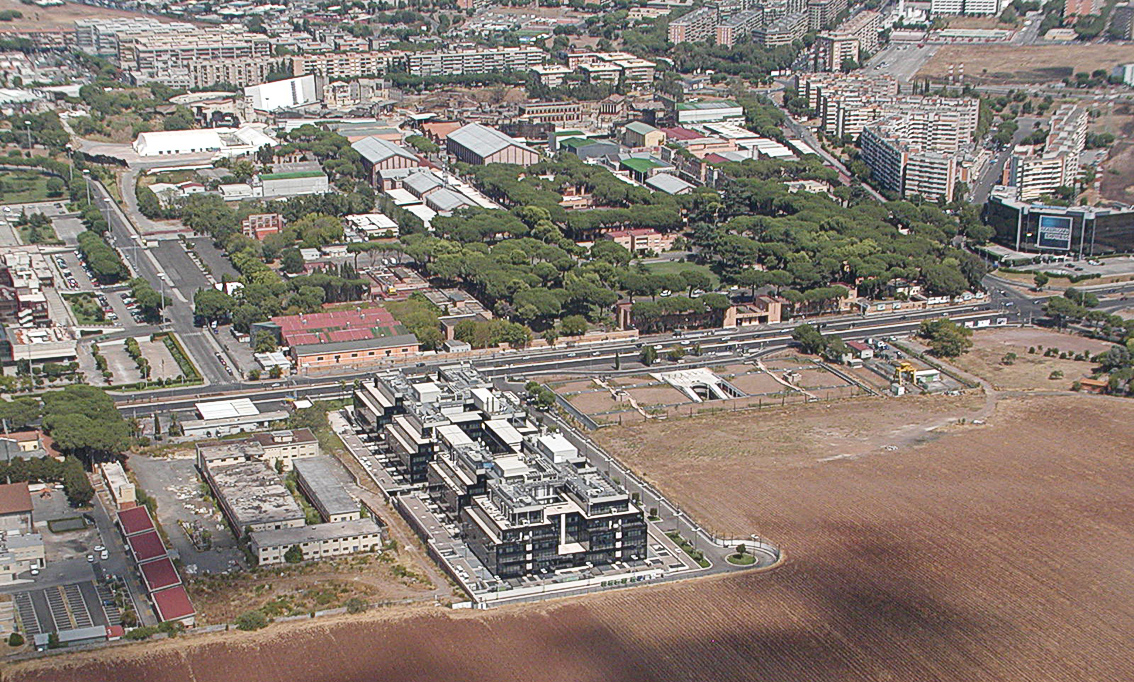
チネチッタ。同校も映っている。

1935年（昭和10年）4月3日、同国の撮影所であるチネチッタ政策を推進するベニート・ムッソリーニによるファシスト党が、ガレアッツォ・チャーノの支援を受け、同党幹部ルイジ・フレッディによって、ローマ郊外の同撮影所に隣接して設立された。現在もイタリア政府が同校を運営し、映画製作の技術・芸術に関する教育、研究、出版等の活動を行っている。
国立映画学校の構想は、そもそも1930年（昭和5年）、映画監督アレッサンドロ・ブラゼッティが、未来派の写真家アントン・ジュリオ・ブラガリアの協力によりサンタ・チェチリア音楽院の分校として始めたものである。1934年（昭和9年）にルイジ・フレッディが映画に関する政府の要職に就任、映画批評家ルイジ・キアリーニを学長としてイタリア国立映画実験センターを発足させた。
ムッソリーニ政権の終焉と第二次世界大戦後は、1946年（昭和21年）に基礎コースを小規模再開し、翌1947年（昭和22年）からは2年間のコースを本格的に再開した。1949年（昭和24年）には、イタリアで製作された映画作品のフィルム・アーカイヴとして、イタリア国立チネテカが設立されている。
1968年（昭和43年）には、フランスでの五月革命同様の紛争が起き、映画監督ロベルト・ロッセリーニがその解決のための特別委員に任命された。
現在は、ピエモンテ州にアニメーション部門、ロンバルディア州ミラノにテレビ映画部門、シチリアにドキュメンタリー部門の校舎が置かれている。

## おもな卒業生
戦前
- ミケランジェロ・アントニオーニ
- ジュゼッペ・デ・サンティス
- ステーノ
- アリダ・ヴァッリ
- パスクァリーノ・デ・サンティス
- ピエトロ・ジェルミ
- ディーノ・デ・ラウレンティス

戦後1968年まで
- マルコ・ベッロッキオ
- リリアーナ・カヴァーニ
- フランチェスコ・マゼッリ
- ヴィットリオ・ストラーロ
- モニカ・ヴィッティ
- 増村保造
- ネストール・アルメンドロス
- クラウディア・カルディナーレ
- ガブリエル・ガルシア＝マルケス

1968年以降、現在まで
- フランチェスカ・ネリ

　
※一部に中退者有り。

## おもな歴代教員
- アレッサンドロ・ブラゼッティ
- ウンベルト・バルバーロ
- ミケランジェロ・アントニオーニ
- ルイジ・コメンチーニ
- ナンニ・ロイ
- フランチェスコ・ブルーニ
- ジュゼッペ・ピッチョーニ
- ジュゼッペ・ロトゥンノ

## 関連事項
- イタリア国立映画学校（it:Scuola Nazionale di Cinema）
- イタリア国立チネテカ（it:Cineteca Nazionale）
- ルイジ・フレッディ （en:Luigi Freddi）
- ルイジ・キアリーニ （it:Luigi Chiarini）
- アントン・ジュリオ・ブラガリア （en:Anton Giulio Bragaglia）